# Svinia
Svinia (bis 1927 slowakisch: Sviňa; ungarisch: Szinye) ist eine Gemeinde in der Ostslowakei. Sie liegt im Bergland Šarišská vrchovina am Ufer des Flüsschens Malá Svinka an der Hauptstraße I/18 zwischen Prešov (8 km in östlicher Richtung) und Široké am Branisko-Tunnel (16 km in westlicher Richtung).

## Geschichte
Die Gemeinde wurde 1262 erstmals erwähnt. Im Ort gibt es eine römisch-katholische Kirche aus dem 13. Jahrhundert und ein Landschloss aus dem 18. Jahrhundert.
In der Slowakei gibt es etwa 300 Slums. Unter ihnen gilt Svinia als Vorhölle. Dort leben 700 Roma, die sogar von anderen Roma verachtet werden, weil sie als Hundeesser gelten.
Der Ort ist in einen slowakischen und einen Zigeuner-Teil geteilt. Während der slowakische Teil sich als Weißes Svinia bezeichnet, ist Roma-Svinia von 100 % Arbeitslosigkeit und erschreckenden hygienischen und menschlichen Zuständen gekennzeichnet. Drei Viertel der Bewohner von Svinia sind Jugendliche.
1993 besuchten kanadische Anthropologen die Roma-Siedlung. Seitdem ist Svinia in Europa berüchtigt und Gegenstand von Studien, Büchern und Filmen. Internationale Projekte, um das Leben der Roma in Svinia zu verbessern, laufen bereits seit den 1990er Jahren.

## Bevölkerung
| Jahr                | 1994 | 2004     | 2014     | 2024     |
| ------------------- | ---- | -------- | -------- | -------- |
| Anzahl der Personen | 1159 | 1452     | 2086     | 2673     |
| Unterschied         |      | +25,28 % | +43,66 % | +28,13 % |

| Jahr                | 2023 | 2024    |
| ------------------- | ---- | ------- |
| Anzahl der Personen | 2566 | 2673    |
| Unterschied         |      | +4,16 % |

## Galerie

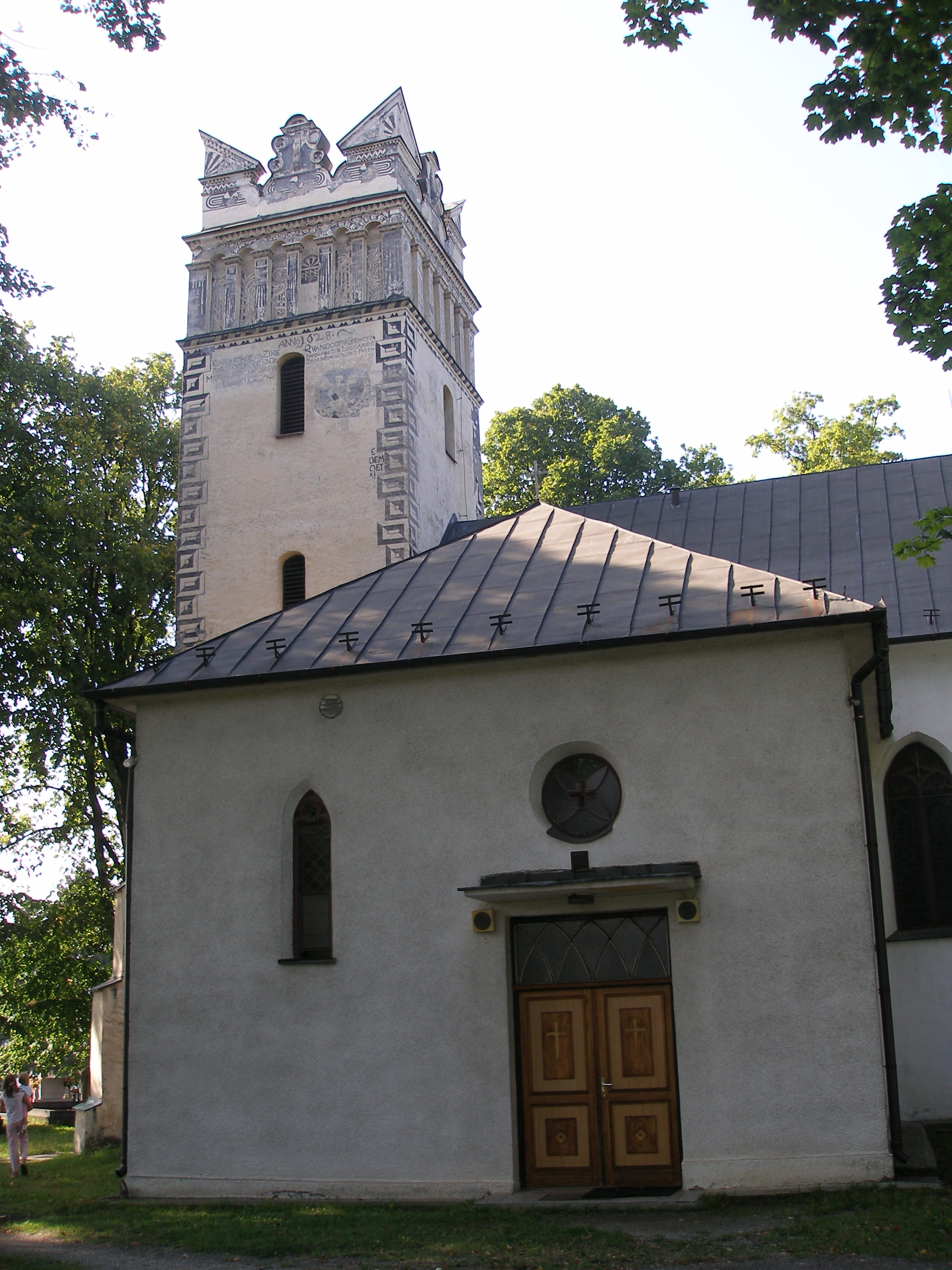
Blick auf die Kirche im Ort
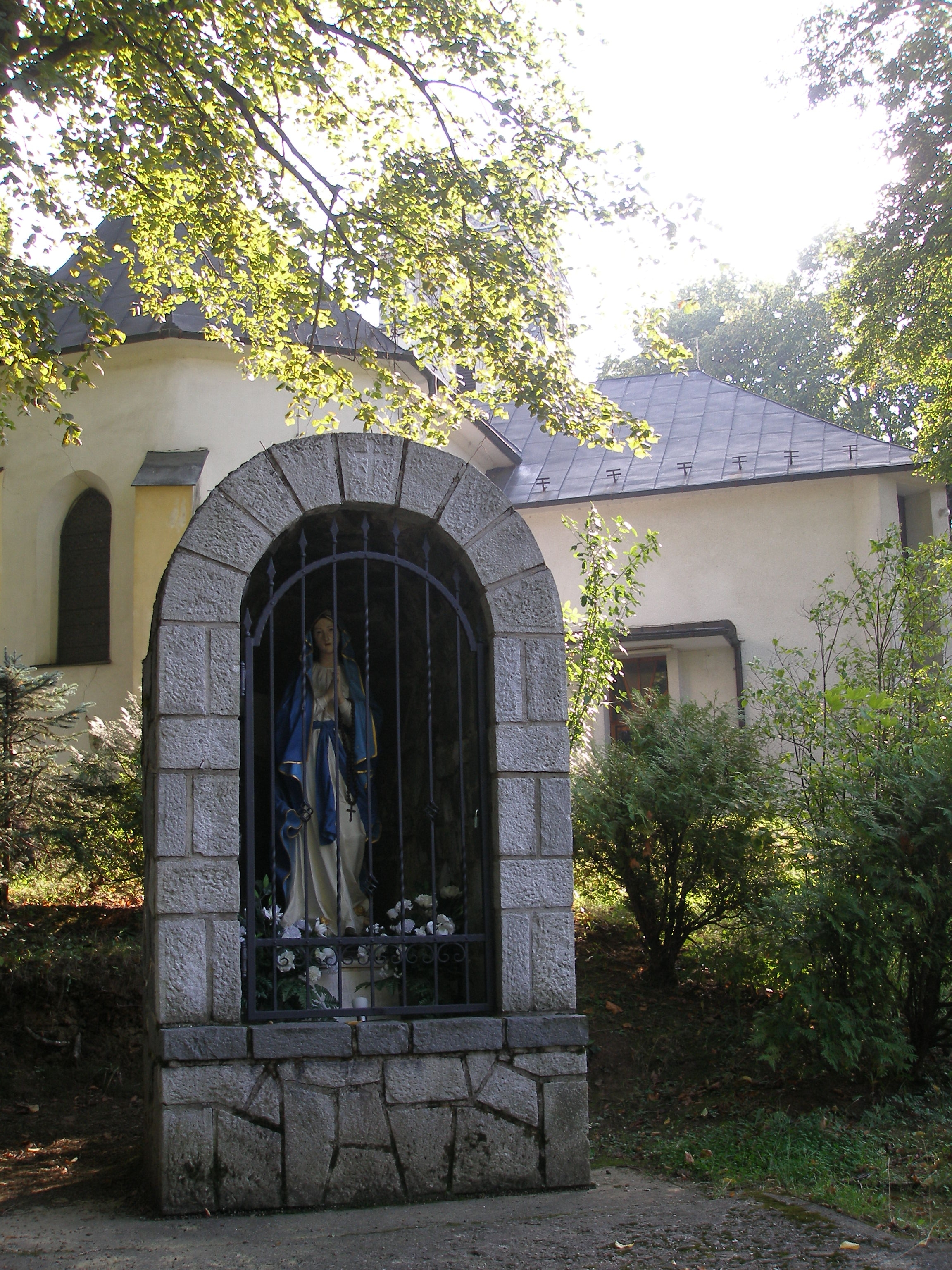
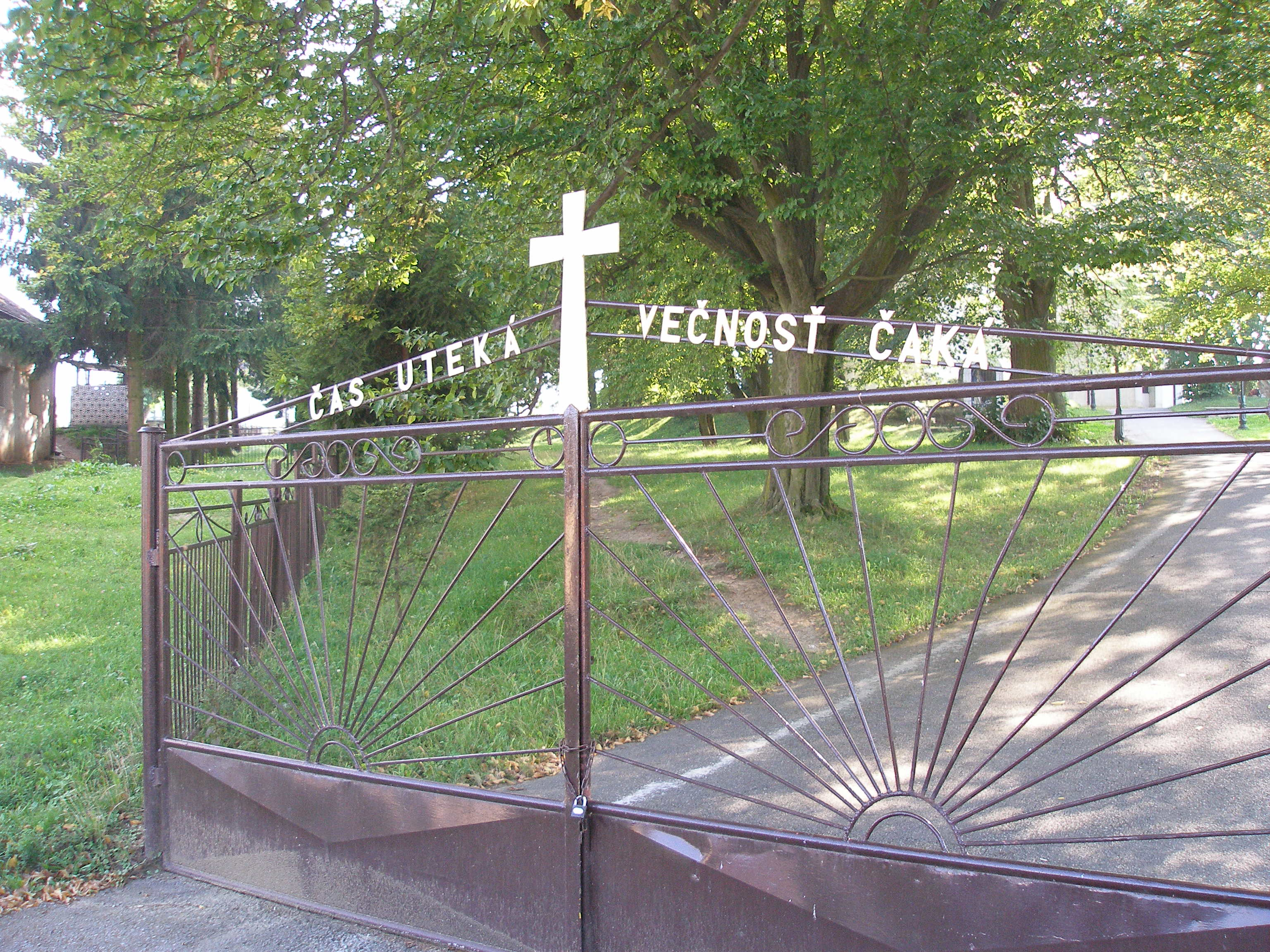